# Episodi di Donna detective (seconda stagione)
La seconda stagione della serie televisiva Donna detective va in onda in prima visione su Rai 1 dal 21 aprile al 1º giugno 2010.
| nº | Titolo                     | Prima TV Italia |
| -- | -------------------------- | --------------- |
| 1  | Festa di laurea            | 21 aprile 2010  |
| 2  | La bambina scomparsa       | 21 aprile 2010  |
| 3  | Rapina in ospedale         | 22 aprile 2010  |
| 4  | La ragazza del call center | 22 aprile 2010  |
| 5  | Il giovane ufficiale       | 29 aprile 2010  |
| 6  | Le forchette               | 29 aprile 2010  |
| 7  | La supplente               | 6 maggio 2010   |
| 8  | L'ultima spiaggia          | 6 maggio 2010   |
| 9  | La coda del pavone         | 13 maggio 2010  |
| 10 | Stile libero               | 13 maggio 2010  |
| 11 | Tonaca nera                | 20 maggio 2010  |
| 12 | Tango assassino            | 20 maggio 2010  |
| 13 | Omicidio online            | 27 maggio 2010  |
| 14 | La stanza 222              | 27 maggio 2010  |
| 15 | Amanti di sangue           | 1º giugno 2010  |
| 16 | Il chiosco dei gelati      | 1º giugno 2010  |